# 대한민국의 대학
이 문서는 대한민국의 대학에 관한 것이다.

## 역사
한국의 고대, 중세 시대의 국립 고등 교육 기관은 고구려 소수림왕 2년(372년)에 설립된 태학, 신라 신문왕 2년(682년)에 설치된 국학, 고려 성종 11년(992년)에 세워진 국자감이 있었고 고려 충선왕 2년(1310년) 성균관으로 고쳐 부르게 되었다.
고려시대 개성성균관 자리에는 고려 문종의 별궁이 있었는데 순천관(順天館, 외국사신들이 들르던 숙소)·숭문관(崇文館, 교육기관)으로 변천되어 오다가 고려 선종 6년(1089년)에 국자감(國子監, 최고 유교 교육기관)을 이곳에 옮겨왔으며, 고려시대의 건물은 임진왜란 때 불타 없어지고, 지금의 건물은 조선 선조 35년(1602년) ∼ 조선 광해군 2년(1610년) 사이에 다시 지은 것이다. 그 가운데 대성전(大成殿)과 서쪽의 재(齋)는 조선 선조 35년(1602년)에 짓고, 명륜당(明倫堂)과 동무(東廡)·서무(西廡)는 조선 선조 38년(1605년)에 다시 지었다.
조선시대의 국립 고등교육기관으로는 조선 태조 7년(1398년)에 준공된 성균관이 있는데 고려 충선왕 2년(1310년) 개성에 있던 성균관과는 다른 건물이다. 조선시대 최고의 국립 교육기관 성균관은 고려시대 국자감의 전통을 이어받아 사서와 오경 등을 기본으로 했다. 교육방법은 강독(講讀), 제술(製述), 서법(書法)으로 이뤄졌다. 또한 성균관 내에는 오늘날 학생총회에 해당하는 재회(齋會)가 존재하여 학자의 사기를 진작하고 존중하는 기풍이 전통으로 내려왔다.
조선 태조 7년(1398년)에 태조는 숭교방(崇敎坊一明儉洞)에 성균관 건물을 준공하고 고려 제도대로 유학(儒學)을 강의하는 명륜당(明倫堂), 공자(孔子)를 모신 문묘(文廟), 유생들이 거처하는 재(齋)를 두었으며, 태종은 땅과 노비를 지급하고 친히 문묘에서 제사를 지냈고 왕세자의 입학을 명령하였다. 이후 이것은 상례가 되었으며 여러 왕을 거치는 동안 경기도 연해의 섬(島), 전라남도 해안의 어장(漁場)과 많은 땅이 부속되었다. 규모는 성종 때에 완성되었는데, 향관청(享官聽)과 존경각(尊經閣·도서관)도 이때 증설되었고, 현종 때에 비천당(不闡堂·과거장), 숙종 때 계성당(啓聖堂)이 세워졌다.
총책임자 관원으로 지관사(知館事·弘文棺, 또는 藝文館 大提學이 겸임, 현 총장에 해당)를 배치하고 동지관사(同知館事·겸직, 현 부총장에 해당) 1명, 전임관원으로 대사성(大司成·정3품) 1명, 제주(祭酒·정3품) 2명, 사성(司成·정3품) 1명, 사예(司藝·정4품) 2명, 사업(司業·정4품) 1명, 직강(直講·정5품) 4명, 전적(典籍·정6품) 13명, 박사(博士·정7품) 3명, 학정(學正·정8품) 3명, 학록(學錄·정9품) 3명, 학유(學諭·종9품) 3명이 있었다. 이 중 박사 이하는 정원 외에 봉상시(奉常寺)의 관원과 사학(四學)의 훈도(訓導)가 겸직한 것이었다.
성균관은 조선 연산군 때 연산군의 실정을 공격하다가 탄압받기도 했다. 조선 시대 사립 고등교육기관으로는 서원이 있었다. 서원은 조선 유교의 여러 학파발전에 기여하였다. 조선시대 학교는 관학으로 성균관, 향교를 비롯해 경연, 세자시강원, 종학, 잡학, 서원과 사당 같은 사학 등이 있었다.
서당은 오늘날의 초등학교, 중학교, 고등학교와 비슷하고 서원은 사립대학과 비슷하고 향교는 거점국립대학이나 지방국립대학이나 공립대학 쯤에 해당하고 성균관은 국립대학 과정이라 할 수 있다. 향교와 성균관은 관이나 나라에서 관리하였고 서당과 서원은 뜻있는 학자들이 벼슬을 버리고 고향에 정착하여 후학을 양성하였다. 조선시대의 전통 학교·교육제도는 구한말 개화기를 거쳐 일제강점기까지 존재했다.
근대적 의미의 대학으로는 1924년 일제가 설립한 경성제국대학만이 있었다. 까닭은 조선 말기부터 민립대학설립운동이 일어났지만 일제의 방해로 뜻을 이루지 못하고 1945년 광복을 맞이할 때까지 조선에는 경성제국대학 외에는 단 한 개의 민립 또는 사립대학의 설립허가를 내주지 않았고 제국주의로 무장된 지배계층의 일본은 민중과 식민지 피억압 민족에게는 고등교육을 허용하지 않겠다는 차별의식에서 식민지 조선에 근대 대학을 설립하지 않으려 했기 때문이다.
민립대학설립운동은 1920년 6월 이상재, 한규설, 윤치호 등 100명이 조선교육회설립발기회를 개최하면서 시작되었다. 모임에 참가한 인사들은 조선에 대학이 없음을 개탄하고 조속한 시일 내 민립대학을 설립할 것을 결의하였다. 이듬해인 1922년 1월 이상재, 조만식, 윤치호 등이 모여 조선민립대학기성준비회를 정식으로 결성하였다.
이어 1923년 3월 29일 발기인 1170명 중 462명이 참석한 가운데 조선중앙기독교청년회관에서 3일간에 걸친 총회를 개최하였다. 총회에서 한민족의 운명을 개척하는 데 가장 선결 문제가 교육에 있으며, 문화의 발달과 생활의 양상이 고등교육 기관인 대학에 있음을 선언하는 '민립대학 발기 취지서'를 채택하고 대학 설립 계획서를 확정하였다.
자료에 남아있는 기록을 보면 국립대학으로는 부산대학교와 서울대학교, 여자대학으로는 이화여자대학교, 사립대학으로는 숭실대학교와 연세대학교 등 여러 대학이 대한민국 대학교의 시초라고 주장하고는 있지만 그 연혁에 대하여 일부 논란이 있다.
성균관대학교는 일정(日政) 때는 경학원(經學院)이라 불렀고 명륜당과 부속건물에 명륜전문학교(明倫專門學校)를 세워 교육하였으며 8.15 광복 후에는 재단법인 성균관대학교를 설립하고 단과대학 형식으로 운영되었다. 1996년 11월에 삼성그룹이 성균관대학교 재단을 인수하여 사립학교법(1963.6.26. 법률 1362호)에 의한 별도의 학교법인으로 만들었다.
각 대학에서 내놓는 연혁을 보면 가톨릭대와 연세대가 1885년, 이화여대가 1886년, 숭실대가 1897년, 고려대가 1905년, 동국대와 숙명여대가 1906년이라고 표기하고 있다. 하지만 이렇게 여러 대학들이 2년제 전문대학을 포함하여 신학교, 성경학교, 강습소, 학당, 실업교육, 중등교육 등의 연혁까지 포함하여 대학의 연혁을 부풀리고 있듯 거의가 대한민국의 광복과 한국 전쟁 후 정상적인 학사 운영이 이뤄지기 시작했다.
더구나 1945년 8월 15일, 광복 후 미군정기를 거쳐 대한민국 정부가 수립되는 3년간 국내 고등교육계는 많은 변화가 생겼다. 서울대는 국대안 파동을 겪으면서 국대안에 대한 찬성과 반대의 논란 끝에 안정화의 길로 접어들었고 사립 전문학교들의 대학 승격과 신규 대학의 설립이 이뤄졌다. 광복 후 전문대학으로 있던 연희전문, 보성전문, 이화여전 등이 종합대학으로 승격되고, 국립부산대, 국립해양대 등 국립대도 설립되었다.
또한 역시 2년제 전문대학의 형태로 운영되던 종로구 혜화동의 혜화전문학교(惠化專門學敎)가 1946년 9월 20일, 동국대로 설립인가를 받았고, 종로구 명륜동의 명륜전문학교(明倫專門學敎)는 1946년 9월 25일, 성균관대로 설립인가를 받았다. 종로구 낙원동의 단국대는 1947년 11월 1일에 광복 최초 4년제 대학으로 정식 설립인가를 받았고, 한신대는 대한민국 최초의 신학대학으로 정규대학 인가를 받았다. 1948년에는 숙명여대, 중앙대, 한양대, 국민대, 1949년에는 건국대, 홍익대가 설립인가를 받았으며 1949년에 가인가를 받았던 경희대는 1952년에 정식 설립인가를 받았고 일제때 평양에 있다가 폐교되었던 숭실대는 1954년 4월 15일, 당시 문교부로부터 정식 설립인가를 받았다.(한국대학신문의 광복이후 정규대학 설립인가 현황(1946년~1954년) 참조)
광복 후 당시 문교부에 등록된 한국 내 《대학설립인가의 현황》을 보면 이같은 사실을 알 수 있는데 서울대학교는 원래 1924년 일제가 세운 경성제국대학교로 출발하였으나 해방후 정립한 1946년 8월 22일을 서울대학교의 개교일로 잡아 지금까지 기념해 오고 있다. 참고로 인가서를 기준으로 하면 이화여대가 신청일자가 1946년 6월 24일로 기록된 제1호 인가서를, 연희(연세)대는 1946년 7월 31일로 기록된 제2호 인가서를 미군정청 학무국으로부터 받았으며, 고려대는 신청일자가 1946년 8월 5일로 기록된 제3호 인가서를 받아 8월 15일에 전격적으로 발표한 종합대학 승격의 법률적 토대를 마련했다는 기록이 남아있다.
2000년대 이후에는 대한민국의 출산률은 계속 줄고 있는데 대학의 진학률은 늘고 있다. 실제로 전산업 취업유발계수(투자액 10억원당 유발되는 취업자 수)가 2000년 18.1에서 2007년 13.9로 감소하였으며, 대학진학률은 1990년 33.2%에서 2009년 81.9%로 48.7%p 급증했다. 세계적으로 제조업 경쟁력을 보유한 독일도 대학진학률이 50%대임을 감안하면, 대한민국의 고학력 노동공급은 가히 장대비 수준이라는 전문인의 분석이 나오고 있다. 그러나 2010년 조사로 40%의 국민이 대학 진학이 필수가 아니다라는 생각을 가지면서 점차 의식이 변화하고 있다.
2023년 기준으로,대한민국은 217개의 일반 종합개학과 136곳 정도의 전문대학이 존재한다.

## 제도
고등교육법상(제 2조) 대한민국의 대학은 대학 · 산업대학 · 교육대학 · 전문대학 · 한국폴리텍대학 · 기술대학 · 원격대학(방송대학 · 통신대학 · 방송통신대학 및 사이버대학) · 각종 학교 등을 모두 아우르는 말이다.

넓게 보아 학부 과정 뿐 아니라 석사, 박사 과정인 대학원도 포함하는데 대학원은 대학교에서만 설치되는 것은 아니고, 대학원대학이라 하여 대학원 과정만을 설치할 수도 있다(고등교육법 30조).

### 수업 연한
대한민국 대학의 수업 연한은 다음과 같다.
- 대학원대학을 제외한 대학 : 4년 (단, 대통령령에 의해 6년의 대학도 있다. 예를 들면 의과, 치과, 약학, 건축, 수의과 등등)
- 대학원 및 대학원대학 : 석사 · 박사는 각 2년 이상, 통합 과정은 4년 이상의 연한
- 단, 학칙이 정하는 학점 이상을 수료한 학생은 수업 연한을 단축할 수 있다.

학점당 이수 시간은 매학기 15시간 이상이다.(고등교육법 시행령 제14조)

### 입학 자격
대학원과 대학원대학을 제외한 대학에 입학하기 위해서는 고등학교를 졸업하거나 고등학교 졸업과 동등한 학력이 있어야 한다. 또한 대개의 대학에서는 대학수학능력시험과 고등학교 내신 성적을 지표로 삼아 선발하기도 한다. 대학원과 대학원대학의 석사과정에 입학하기 위해서는 학사학위를 가지고 있는 자, 혹은 법률로써 동등한 학력이 인정되는 사람이어야 하며 대학원과 대학원대학의 박사과정에 입학하기 위해서는 석사학위를 가지고 있는 자, 혹은 법률로써 동등한 학력이 인정되는 사람이어야 한다.

### 종류
- 산업 대학(고등교육법 2절) : 산업 대학은 산업사회에서 필요로 하는 학술 또는 전문적인 지식을 위한 교육을 계속해서 받고자 하는 사람에게 고등교육의 기회를 제공하고자 하는 목적에서 설립된 대학이다. 수업 연한이나 재학 연한은 법으로 제한하지 않으며 산업체에서의 교육, 연구 및 실습 내용을 특정한 교과목의 이수로 인정할 수 있고, 산업체로부터의 위탁이나 산업체의 위탁에 의한 교육도 실시하도록 되어 있다.

- 교육 대학과 사범 대학(고등교육법 3절) : 교육 대학은 초등학교 교원의 양성을 목적으로 하는 목적 대학이다. 일반 대학에는 중등학교 교원의 양성을 목적으로 하는 사범 대학을 설치할 수 있으며 특별한 필요가 있을 경우에 한해 교육과를 일반 대학에 설치할 수 있도록 되어 있다. 국가 및 지방자치단체가 설립하며 수업 연한은 4년으로 정해져 있다. 또한 대통령령에 의해 국가 및 지방자치단체는 교육대학과 사범대학의 목적을 동시에 수행할 수 있는 종합교원양성대학을 설치할 수 있다. 교육 대학과 사범 대학, 종합교원양성대학은 재학생의 연구 및 실습을 위한 부설학교를 설치할 수 있으며 교육 대학에는 초등학교를, 사범 대학에는 중 · 고등학교를 설치한다. 종합교원양성대학에는 초 · 중 · 고등학교를 모두 설치할 수 있다. 다만 현재 대한민국에는 독립된 사범 대학은 전혀 없으며, 종합 대학의 단과 대학으로서의 사범 대학만 존재한다.

- 전문 대학(고등교육법 4절) : 전문 대학은 사회 각 분야에 필요한 전문적인 지식과 이론을 연구하고 습득하여 국가사회의 발전에 필요한 직업인을 양성하는 것을 목적으로 한다. 수업 연한은 보통 2년이며, 대통령령으로 정하는 바에 한하여 3년으로 할 수 있다. 전문 대학을 졸업하는 경우 전문학사 학위를 받을 수 있으며 교육인적자원부 장관의 인가를 득한 학교에 한해 전공심화과정을 설치할 수 있는데, 전공심화과정을 이수하는 경우 학사 학위를 받을 수 있다.

- 한국폴리텍대학(고등교육법 4절) : 한국폴리텍대학은 「고등교육법」 제2조제4호에 따른 전문 대학 으로서 학위과정인 제40조에 따른 다기능기술자과정 또는 학위전공심화과정을 운영하면서 직업훈련과정을 병설운영하는 교육·훈련기관을 말한다.

- 원격 대학(고등교육법 5절) : 원격 대학은 열린 학습사회를 만들기 위해 원격으로 고등교육을 받을 수 있도록 만든 대학으로 방송 대학 · 통신 대학 · 방송통신 대학 · 사이버 대학을 모두 포함한다. 원격 대학에는 학사 과정과 전문학사 과정을 설치할 수 있으며 학사 과정은 수업 연한을 4년으로, 전문학사 과정은 수업 연한을 2년으로 한다.

- 기술 대학(고등교육법 6절) : 기술 대학은 산업체 근로자가 산업 현장에서 지속적으로 전문적인 지식과 기술을 연마할 수 있도록 하는 것을 목적으로 하는 대학이다. 기술 대학에는 전문학사 과정과 학사 과정을 설치할 수 있는데, 전문학사 과정에 입학하기 위해서는 고등학교 졸업, 또는 동등한 학력이 인정되는 사람이 일정 기간 이상 산업체에 근무하고 있어야 하며 학사 과정에는 전문학사 학위, 또는 동등한 학력이 인정되는 사람이 일정 기간 이상 산업체에 근무하고 있어야 한다.

- 개방 대학(open university) : 보다 많은 사람에게 고등 교육의 기회를 제공해주려는 취지에서 설립되었다.

- 각종 학교

## 등록금
대학 등록금은 수업료, 기성회비, 입학금 등으로 구성된다. 사립대학은 기성회비가 없는 대신 수업료가 국공립대 등록금보다 높고, 국공립대학은 수업료가 낮은 대신 기성회비 비중이 높다. 국공립대학의 등록금은 사립대학보다 낮다. 김대중 정부의 사립대학 설립 인가 기준 완화로 사립대학의 수가 급증했다. 김대중 정부와 노무현 정부 10년 동안 등록금이 나날이 폭등했고, 한나라당은 2007년 무렵 "반값 등록금" 정책을 논의했지만 제17대 대통령 선거에서 한나라당이 정권을 탈환한 후에도 등록금은 줄어들지 않았다. 등록금은 등록금심의위원회의 심의를 거친다. 그러나 등록금심의위원회가 무용지물이라는 견해도 있다. 또한 등록금 인하하기 위한 대학생들의 움직임을 대학교와 경찰이 탄압하는 경우가 있다.2009년 5월 이명박 정부는 등록금 부담을 줄이기 위해 국가장학금 제도를 최초로 만들었으며 현재도 운영 중이다.  2011년 9월 한나라당과 이명박 정부는 2조 2500억원 규모의 등록금 대책안을 발표했다. 소득분위에 따라 각각 차등 지급되는 방식으로, 소득분위 7분위 이하에는 22% 정도의 등록금 인하가 기대된다. 그러나 명목 인하율은 5%에 그쳐, 장학금 확대에 불과하다는 비판도 있다.

### 학자금 대출
한국장학재단, 은행 등이 학자금 대출 사업을 한다. 2005년부터 2009년 1학기까지는 한국주택금융공사에서 정부 보증 형태로 보증해주고 시중 은행에서 대출 실행하였다. 한국장학재단설립등에관한 법률에 따른 한국장학재단이 2009년 5월 설립되면서 2009년 2학기부터 한국장학재단이 대출 실행도 하게 되었다. 한국주택금융공사의 정부보증학자금대출보다는 이자율이 조금 낮아졌다. 한국장학재단의 학자금 대출 종류는 〈든든 학자금 대출(취업 후 상환 학자금 대출)〉, 〈일반 상환 학자금 대출〉, 〈농촌 출신 대학생 학자금 융자〉가 있다. 든든학자금대출은 취업 전에는 상환이 유예되고 단리로 이자가 붙다가, 연소득이 일정 수준 이상이 될 때부터 이자가 복리로 바뀌면서 상환이 시작된다. 65세가 되고 국민연금 밖에 소득이 없어서 못 갚으면 상환 의무를 면제해준다. 일반학자금대출은 유예 기간 없이 거치 기간과 상환 기간을 두고 거치 기간 동안에는 이자를 납부하다가 상환 기간부터 이자와 원금을 상환하는 방식이다. 든든학자금대출은 변동 금리이고 상환 기간 중 이자가 복리이지만, 일반학자금대출은 고정 금리이고 단리 이자라는 차이점이 있다. 농촌출신대학생학자금융자는 농촌에 주소를 두고 6개월 이상 거주한 학생 또는 학부모의 자녀에 대해 무이자로 대학 등록금을 빌려주고 졸업 후 갚아나가는 방식이다.

## 비판 및 논란

### 서열화와 지방대학
지방대학은 대한민국에서는 수도권이 아닌 지역의 대학을 말한다. 이 지방대중에서 지방거점국립대학교나 특수한 대학이 아닌 대학을 지잡대로 비하하는 말도 통용된다. '지방(local)'은 원래 '전국'(혹은 '세계')의 상대 개념이다. 하지만 대한민국에서는 대부분 '수도권'의 반대말로 쓰인다. 이러한 구분은 대학 간 서열화의 편견으로 생겨난 것이다. 그러나 세종시가 행정수도로 확정되면서 점차적인 변화가 예상되고 있다.

### 인구 감소와 정원 미달
교육부와 통계청의 자료에 따르면 대한민국의 인구 감소에 따라 고교 졸업자 수가 줄어들 것으로 전망되며, 이에 따라 2018년부터 대학 모집 인원 대비 졸업자수가 역전돼 정원 미달 대학이 늘어날 것으로 내다봤다. 이는 재학생 학비가 재정의 많은 부분을 차지하는 대학들의 부실 위험으로 연결 될 것이여서 대책이 필요하다는 지적이다.

## 대학생 생활비
2017년 한국일보가 전국 345명의 대학생을 상대로 실시한 설문조사에 따르면 등록금을 제외한 대학생의 한달 지출액은 117만 6,000원정도였다. 최소한의 의식주 비용은 63만 2,000원이었다. 식비가 23만 6,000원, 월세, 공과금 등 주거비가 21만 6,000원, 의류, 미용에 9만 1,000원 정도가 들었다.
수입은 용돈으로 37만 1,000원 정도, 아르바이트로 24만 6,000원 정도, 근로장학금 14만 6,000원 등이 있었다.
지방에서 상경하는 학생들의 경우 주거비 부담이 더 커서 과외를 해서 비용을 충당하는 경우도 있다.
한편 알바몬이 대학생 2,739명을 대상으로 월 평균 생활비를 설문조사한 결과 2018년 대학생 월평균 생활비는 51만 4,000원인 것으로 나타났다. 용돈은 평균 28만 8,000원을 받는다. 생활비와 용돈은 자취 여부에 가장 큰 영향을 받는다. 자취하지 않고 통학하는 학생은 월 44만 6,000원의 생활비를 쓰는 반면 자취생은 65만 5,000원을 생활비로 썼다. 받는 용돈은 통학생의 경우 27만 2,000원, 자취생의 경우 32만 원 정도를 받았다.
50.2%의 대학생은 일부는 용돈을 받고 일부는 아르바이트를 통해 직접 번다고 하였고, '전적으로 내가 마련한다'는 대학생은 27.2%, '전적으로 부모님께 지원받는다'는 대학생은 22.6%였다.
물가가 오른다면 대학생들이 지출을 줄이겠다고 한 항목(복수응답) 1위는 식비(66.7%)였다. 남학생의 경우 2위는 유흥비(52%), 3위 문화생활비(31%)였다. 여학생은 2위 의류 및 화장품 비용(56.6%), 3위 유흥비(36.5%)였다.

### 대학의 자율성
- 대학의 자율성은 학문의 자유를 보장하기 위한 수단으로서 대학에 부여된 헌법상 기본권이다.[25]
- 대학의 자치의 주체를 기본적으로 대학으로 본다고 하더라도 교수나 교수회의 주체성이 부정된다고 볼 수는 없고, 가령 학문의 자유를 침해하는 대학의 장에 대한 관계에서는 교수나 교수회가 주체가 될 수 있고, 또한 국가에 의한 침해에 있어서는 대학 자체 외에도 대학 전구성원이 자율성을 갖는 경우도 있을 것이므로 문제되는 경우에 따라서 대학, 교수, 교수회 모두가 단독, 혹은 중첩적으로 주체가 될 수 있다.[26]
- 대학의 자율성에 대한 규율의 정도는 그 시대의 사정과 각급 학교에 따라 다를 수 밖에 없는 것이므로 교육의 본질을 침해하지 않는 한 궁극적으로는 입법권자의 형성의 자유에 속한다.[27]

## 같이 보기
- 대한민국의 교육
- 대한민국의 대학 목록
- 대한민국의 국립 대학 목록
- 대한민국의 공립 대학 목록
- 대한민국의 전문대학 목록
- 대한민국의 대학원대학 목록
- 대한민국의 초등학교
- 대한민국의 중학교
- 대한민국의 고등학교
- 사이버대학